# Позёра (приток Чуги)
Позёра — река в России, протекает в Холмогорском районе Архангельской области. Устье реки находится в 5 км по левому берегу реки Чуга. Длина реки составляет 24 км.

## Данные водного реестра
По данным государственного водного реестра России относится к Двинско-Печорскому бассейновому округу, водохозяйственный участок — река Пинега, речной подбассейн реки — Северная Двина ниже места слияния Вычегды и Малой Северной Двины. Речной бассейн реки — Северная Двина.
Код объекта в государственном водном реестре — 03020300312103000039037.